# Uskolisni jedić
Uskolisni jedić (lat. Aconitum angustifolium), vrsta jedića, otrovna trajnica iz porodice Ranunculaceae, rasprostranjena po jugoistočnoj Italiji, Sloveniji i Hrvatskoj, osobito po Julijskim Alpama.